# Viliouï
Le Viliouï ou la Vilyouï (en russe : Вилюй) est une rivière longue de 2 650 km située dans l'est de la Sibérie en Russie d'Asie. C'est le plus long des affluents de la Léna.

## Cours de la rivière

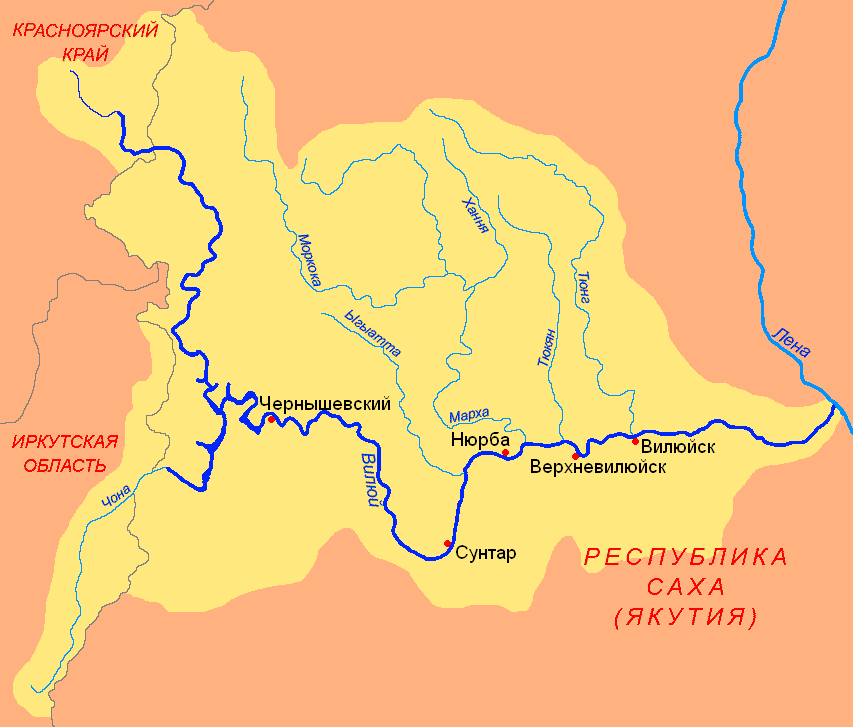
la configuration du bassin fluvial montre bien que les rivières peuvent faire bien d'autres choses que des obstacles

La rivière prend sa source dans le plateau de Sibérie centrale au sud ouest de la localité d'Ekonda dans le kraï de Krasnoïarsk. De là elle coule vers l'est et atteint le territoire de la république de Sakha (Iakoutie). Le Viliouï prend alors la direction du sud-est et traverse un grand lac de barrage (Вилюйское водохранилище, Viliouïskoïe vodokhranilichtche) dans lequel se jette également la rivière Tchona. Le Viliouï  continue à travers les montagnes précédemment citées pour déboucher dans la grande plaine de Iakoutie centrale. Dans cette plaine, il reçoit les eaux de ses affluents, la Markha et le Tioung, puis se déverse dans la Léna.
Le bassin versant du Viliouï repose totalement sur un profond manteau de sol gelé en permanence ou pergélisol. Celui-ci est particulièrement épais au niveau de son cours inférieur, partie de la grande plaine de Iakoutie centrale.

## Navigabilité
Le Viliouï est navigable sur 1 343 km depuis le grand barrage de Tchernychevski qui a fortement régularisé son débit, jusqu'à sa jonction avec la Léna.
De plus, le lac du barrage est lui-même navigable sur quelque 600 kilomètres. Mais, au niveau du barrage, il n'y a ni ascenseur à bateau ni écluses, de sorte que la navigation des bateaux y est interrompue.

## Affluents
Les principaux affluents du Viliouï et leurs principales caractéristiques (superficie du bassin versant, longueur, débit moyen) sont :
- Tchirkouo (7 710 km2, 198 km, 30 m3/s) (rive droite)
- Tchona (40 600 km2, 802 km, 125 m3/s) (rive droite)
- Akhtaranda (15 700 km2, 302 km, 58 m3/s) (rive gauche)
  - Batyr (3 380 km2, 221 km, 13,8 m3/s) (rive droite)
- Oulakhan-Botouobouia (16 900 km2, 459 km, 62 m3/s) (rive droite)
- Otchtchougouï-Botouobouia (11 100 km2, 342 km, 40 m3/s) (rive droite)
- Ygyatta (11 200 km2, 601 km, 30 m3/s) (rive gauche)
- Markha (99 000 km2, 1 180 km, 400 m3/s) (rive gauche)
  - Morkoka (31 400 km2, 841 km, 140 m3/s) (rive droite)
- Tioukian (16 300 km2, 747 km, 30 m3/s) (rive gauche) 
  - Tchilli (5 290 km2, 349 km) (rive droite)
- Tioung (49 800 km2, 1 092 km, 125 m3/s) (rive gauche)
- Tangnary (6 490 km2, 352 km, 7 m3/s) (rive droite)

## Localités
Les localités de Tchernychevski, Khordogoï, Niourba et Viliouïsk sont situées sur la rivière.

## Hydrométrie - Les débits à Khatyryk-Khomo

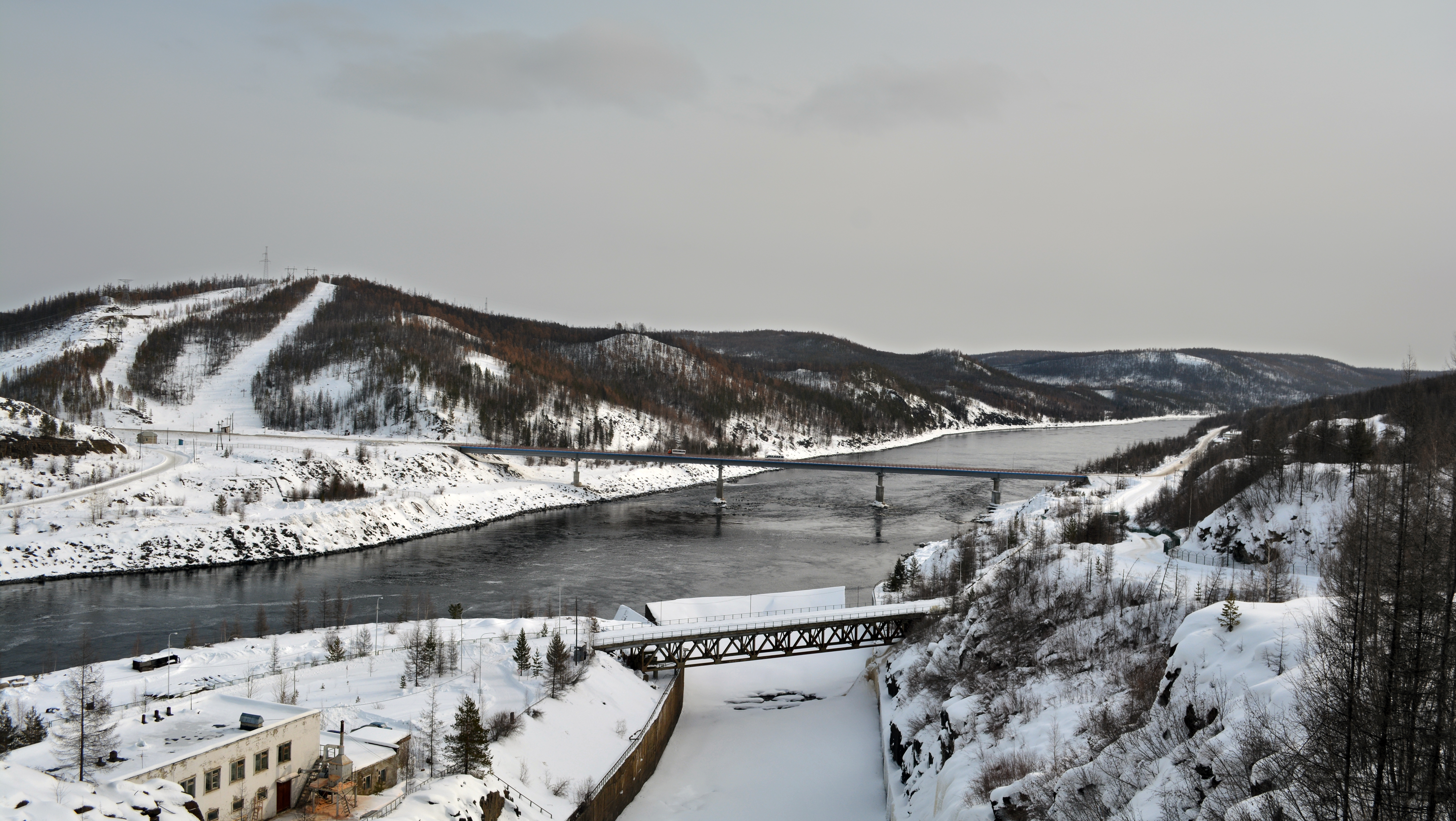
Fleuve Vilyouï, République de Sakha (Yakoutie), Russie.

Le débit du Viliouï a été observé pendant 55 ans (1935-1990) à Khatyryk-Khomo, localité située à quelque 122 kilomètres en amont de son confluent avec la Léna. 
À Khatyryk-Khomo, le débit annuel moyen ou module observé sur cette période a été de 1 461 m3/s pour une surface prise en compte de 452 000 km², soit la quasi-totalité du bassin versant.
La lame d'eau écoulée dans le bassin versant de la rivière atteint ainsi le chiffre de 102 millimètres par an, ce qui doit être considéré comme modéré.
Le Viliouï est un cours d'eau abondant mais très irrégulier, et qui présente deux saisons bien marquées.  
Les hautes eaux se déroulent de mai à juillet inclus, et correspondent à la fonte des neiges. Dès le mois de juillet, le débit de la rivière baisse rapidement, mais garde en moyenne un débit satisfaisant jusqu'à la saison des basses eaux qui a lieu en hiver de novembre à avril et durant laquelle les débits peuvent être minimes.
À la suite de la construction du grand barrage de Viliouï, le régime de la rivière s'est relativement régularisé depuis 1970 (par soutien aux débits d'étiage).
Le débit moyen mensuel observé en avril (minimum d'étiage) atteint 202 m3/s, soit plus ou moins 35 fois moins que le débit moyen du mois de juin (6,953 m3/s), ce qui témoigne de la forte amplitude des variations saisonnières. Sur la période d'observation de 55 ans, le débit mensuel minimal a été de 9 m3/s (mars 1948), tandis que le débit mensuel maximal s'est élevé à 15,100 m3/s (juin 1959). 

## Économie
Dans la plaine de Iakoutie, affleurent des gisements de charbon, minerai de fer, or et diamant.
La rivière est très poissonneuse. Parmi les espèces de poisson les plus fréquentes, on trouve le hucho (taimen), le lenok ((en) lenok), le nelma et l'ide mélanote.